# Coleophora aceris
Coleophora aceris é uma espécie de mariposa do gênero Coleophora pertencente à família Coleophoridae.